# Florian Porcius
Florian Porcius (Radna, 1816. augusztus 28. – uo., 1906. május 30.) román botanikus, tisztviselő. Botanikai szakmunkákban nevének rövidítése: „Porcius”.

## Élete
Családi neve eredetileg Șteopan volt, de latinizált formában felvette az őt felnevelő anyai nagyapjának családnevét (voltaképpen Porcu). Iskoláit Naszódon, Kolozsváron és Balázsfalván végezte. 1838-ban Naszódon tanítói képesítést szerzett és szülőfalujában kezdett el tanítani. 1844-től két évig Bécsben hallgatott pedagógiát. 1847-ben kinevezték a zágrai triviális iskola, 1848-ban a naszódi normaiskola tanítójává.
1848 őszén Galícián keresztül Bécsbe, majd Olmützbe utazott, ahol Ferdinánd császár audiencián fogadta. 1849 január elején Bem csapatai elől Dornavátrába menekült. Februárban Urban ezredes csapataival együtt visszatért, és Naszódon maradt a császáriak ismételt kivonulása után is. A március 30-áról 31-ére virradó éjszaka a magyar hatóságok elfogták és a kolozsvári Fellegvárba zárták. Miután tífuszban megbetegedett, átszállították az óvári hadikórházba, ahol irodai munkára osztották be. Július 24-én hazaengedték szülőfalujába.
1849 októberében a polgári közigazgatás hivatalnoka lett a rettegi kerületben, előbb Rettegen, majd Kuduban. 1851 júliusától 1852 decemberéig a sajóudvarhelyi székhelyű bethleni kerület vezetője volt. 1852 végétől Szelistyén, 1854 végétől 1861 júniusáig Radnán működött jegyzőként. 1862. február 26-ától 1867. augusztus 5-éig a Naszódi kerület alkapitányának és törvényszéki bírájának tisztét látta el. 1876-tól Beszterce-Naszód vármegye árvaszéki elnöke volt, ahonnan 1877-ben vonult nyugdíjba.

## Tudományos pályája
Bécsi tanulmányai alatt kezdett botanikával foglalkozni. Első növénygyűjteménye Bem második naszódi bevonulásakor elpusztult. 1854-től Naszód vidékének növényvilágát tanulmányozta. Gyakran gyűjtött közösen barátjával, a nyarakat Radnaborbereken töltő Czecz Antallal. Többek között róla nevezték el a kakukkfű egyik alfaját és egy Festuca Porcius nevű pázsitfűfélét. 1882-ben tagjává választotta a Román Akadémia.

## Művei
- Flora phanerogamă din fostul district al Năsăudului. ('Az egykori Naszódi kerület egyszikű flórája') Nagyszeben, 1881
- Diagnosele plantelor fanerogame și criptogame vasculare, care cresc spontaneu în Transilvania… ('Az Erdélyben szabadon tenyésző egyszikű és virágtalan edényes növények vizsgálata…') Bukarest, 1893